# Móraváros
Móraváros Szeged legalacsonyabban fekvő része. A Petőfi Sándor sugárút, Moszkvai körút, Kálvária sugárút és a Szeged–Békéscsaba-vasútvonal által határolt terület. Móraváros a 19. század első felében alakult. Nevét a város egykori főbírájáról, Móra Balázsról kapta. 1827-ben kezdték felparcellázni ezt a területet. Ide a város szegényei költöztek. Az itt lakók kubikusok, téglagyári munkások, kendergyári dolgozók és napszámosok voltak. Innen indult ki a szegedi munkásmozgalom. Ebben a városrészben található a szegedi Vadaspark, a Sancer-tavak és a Cserepes sori piac.

## Történelme

### Móra család
Szeged Móraváros nevezetű részének a névadója a Móra család. A családról már a 17. századtól vannak adataink, 1660-tól 1661-ig Móra Ferenc (nem tévesztendő össze Móra Ferenc íróval) volt a főbírája, 1662-ben I. Lipót királytól kapta címeres nemesi levelét. 1669-től 1670-ig, majd pedig 1676-ban Móra Balázs volt. Az utóbbinak cölöpökkel védett nemesi kúriája valahol ezen a területen állt. 

### Új városrész
Móraváros vízállásos, feltörő nádas földje évszázadokon át lakatlan volt, legfeljebb magaslatain alakultak ki kertek, szőlők. A terület még a 18. században is lakatlan volt, bár Balla Antal jelölte már a térképen, az csak a 19. század elején kezdett kialakulni. Ebben az időben a jövőbeli városrészen még csak szőlők terültek el. Talán egy előzetes rendezési elgondolás jelent meg Balla térképén. Mindenesetre Móraváros széles, szabályos és rendezett utcáival határozott és magas szinten tervezett, igényes mérnöki munka nyomán alakult ki.
1827-ben kezdték felparcellázni ezt a területet. A városi munkalehetőségekhez ragaszkodó szegényebb népesség kénytelen volt már olyan vízjárta, peremi területekre is letelepedni, amelyeket hosszú ideig elkerült. A munkásság Szegeden főképp Rókuson és Móravárosban lakott apró házakban, továbbá a telepek egy részén, elvegyülve a kispolgári lakossággal.
Móravárosban telepedtek le a város legszegényebb családjai, amelyekből az agrárproletárok, a kubikus, a téglagyári munkás és gyári munkás, a napszámos, a máról holnapra tengődő rétegek kerültek később ki. Szükségszerű emberi folyamat tehát, hogy a szociáldemokrácia, később a kommunizmus első szegedi hívei leginkább móravárosiak.

## Híres móravárosiak
- Csáky József (1888-1971) szobrász

- Lődi Ferenc (1926-1997) költő, újságíróKolozsvári tér

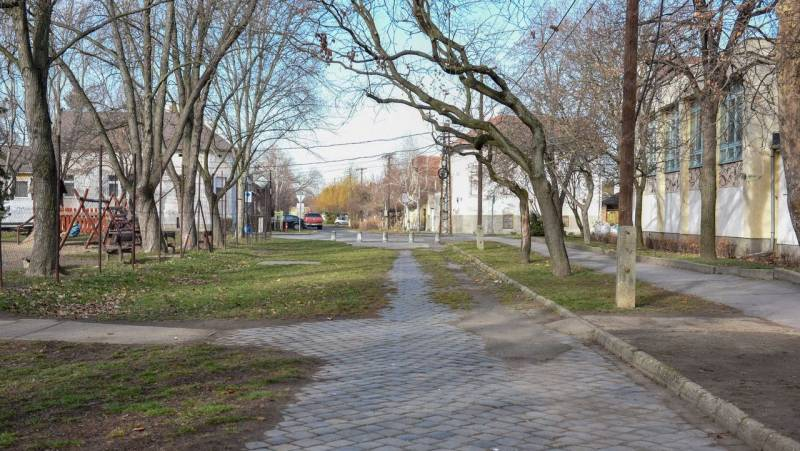
Kolozsvári tér

## Külső hivatkozások
- Szeged  honlapja
- Szegedi séták - útikalauz képekkel Archiválva 2008. május 24-i dátummal a Wayback Machine-ben

- A régi Szeged képei

- Szeged Panoráma